# Nikolaj Avksentjev

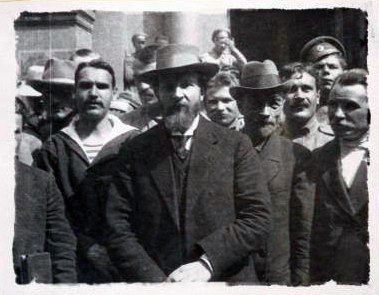
Nikolaj Avksentjev (mitt i bilden).

Nikolaj Dmitrijevitj Avksentjev, född 1878, död 1943, var en rysk politiker.
Avksentjev var en av de tidigareste och mest betydande medlemmarna av det social-revolutionära partiet. Han förvisadet till Sibirien på grund av delaktighet i revolutionen 1905 som medlem av Sankt Petersburgs arbetarråd. Avksentjev flydde 1907 till utlandet, och bildade 1914 i Frankrike ryska frivilliga emigrantsammanslutningar för deltagande i första världskriget på de allierades sida. 1917 ävervände han till Ryssland och blev ordförande i allryska bonderådets exekutiva kommitté, var därefter inrikesminister i Kerenskijs regering och på hösten 1917 ordförande i Ryska republikens provisoriska råd. Från 1918 började Avksentjev aktivt att bekämpa bolsjevikregeringen, och flydde kort tid därefter till Västeuropa.